# 大西山
大西山（おおにしやま）は長野県下伊那郡大鹿村と豊丘村の境にある山。標高1,741.2メートル。
天竜川水系の小渋川と青木川の合流点付近に位置している。1961年（昭和36年）の三六災害では、小渋川に面した北東山麓で大崩落が発生し、川を挟んだ対岸の集落が大量の土砂に呑み込まれて42名が亡くなる被害を出した。大西山は大鹿村内を通る中央構造線の「西南日本内帯」側に位置しており、山体を構成する変成岩の一種であるマイロナイト層が、集中豪雨によって脆くなり剥がれ落ちたとも考えられている。

## 現在
大鹿村側には登山道が整備されており、途中のピークからは赤石岳など南アルプスを望むことが出来るが、頂上部は木立に囲まれており眺望は良くない。豊丘村側の登山道については途中の集落が廃されていることもあって状態はあまり良くないようである。
崩落斜面はその後上部に向かって崩壊と崖化が進んだことから、1986年（昭和61年）より林野庁直轄事業として、土留めや植生の回復に加えてマイロナイト層の上部にある花崗岩を削ることで重量負荷を軽くするなどの崩壊防止・治山復旧工事が行なわれてきたが、1998年（平成10年）の作業中に発生した法面崩壊に作業員が巻き込まれて死亡した事故により、一時中断。
事故に伴って崩落面への立入が禁止されたため、翌1999年から2001年（平成13年）にかけて無人化施工による法面切り取りなどが行なわれた。その後も治山復旧工事は継続して行なわれている。